# 411.º Regimiento Antiaéreo (Sw. mot.)
El 411° Regimiento Antiaéreo (Sw. mot) (Flak-Regiment. 411 (Sw. mot.)) fue una unidad de la Luftwaffe durante la Segunda Guerra Mundial.

## Historia
Fue formado el 26 de agosto de 1939 en Greifswald con 11. - 13. Baterías, desde partes del III Grupo/Regimiento Antiaéreo de Instrucción. La 14° Escuadra/411° Regimiento Antiaéreo fue formada en 1942. En 1943 es reasignado al 560° Batallón de Proyectores Antiaéreos.

## Servicios
- 1939 – 1940: el XI Comando Aéreo.
- septiembre de 1940 – julio de 1942: como III Grupo/1° Regimiento de Proyectores Antiaéreo apyando al Sistema de Himmelbett.
- 1943: en Viena.